# Sekstus Empiryk

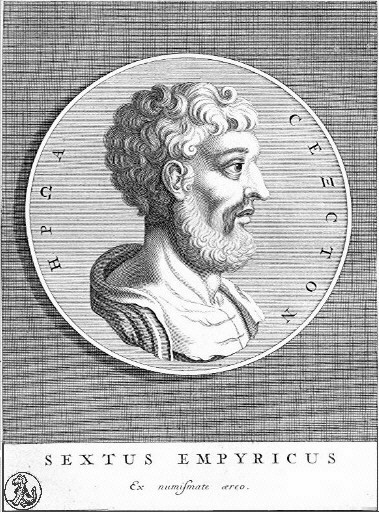
Sekstus Empiryk

Sekstus Empiryk (stgr. Σέξτος ὁ Ἐμπειρικός Sekstos ho Empeirikos) – starożytny lekarz i filozof działający na przełomie II i III wieku n.e. w Atenach i Aleksandrii. Był przedstawicielem sceptycyzmu.
Jako lekarz, Sekstus należał do tak zwanej szkoły "metodycznej". Jej wyznawcy, nie wierząc w poznanie prawdziwych przyczyn chorób, ograniczali swe zainteresowanie do obserwacji ich objawów. Stąd też wziął się jego przydomek "empiryk".
W filozofii Sekstus uznawany jest za najwybitniejszego przedstawiciela późnego sceptycyzmu, przede wszystkim dzięki wyczerpującemu i bezstronnemu opisowi doktryny pyrrońskiej przedstawionej w dziełach: Zarysy pirrońskie (Πυρρώνειοι ὑποτυπώσεις), Przeciw dogmatykom (Πρὸς δογματικούς) – tj. tym, którzy przyjmują pewne zasady bez dowodu, a konkretnie przeciw logikom, fizykom i moralistom – i Przeciw uczonym (Πρὸς μαθηματικούς). Ostatnie dzieło podzielone jest na dwie części, pięć pierwszych ksiąg zwalcza dogmatyzm filozofów, sześć kolejnych zaś skierowanych jest przeciw gramatykom, retorom i matematykom.
Sekstus uzupełnił arsenał znanych przed nim tropów sceptyckich o pięć kolejnych. Stwierdzał mianowicie, że:
1. Skoro sami filozofowie różnią się pomiędzy sobą poglądami, a także różnią się filozofowie i prości ludzie, to na żadne pytanie nie można odpowiedzieć jednym stwierdzeniem.
2. Każdy dowód naukowy obarczony jest błędem regressus ad infinitum, czyli cofania się w nieskończoność. Chcąc bowiem uzasadnić jakieś twierdzenie musimy wyjść z pewnych przesłanek, a te z kolei same będą wymagały dowodu i tak dalej.
3. Nasze sądy o przedmiotach zależą od tylu czynników, że nie jesteśmy ich w stanie rozważyć – nie tylko bowiem od samych przedmiotów, ale i od ich stosunku względem nas i samych przedmiotów wobec siebie.
4. Chcąc uniknąć regressus ad infinitum w poprzednim tropie musimy przyjąć pewne założenia, lecz tu mamy właściwie całkowitą dowolność.
5. Próba uniknięcia regressus ad infinitum poprzez eliminację założeń prowadzi do błędnego koła.